# Loheria jubilaria
Loheria jubilaria är en viveväxtart som beskrevs av Benjamin Clemens Masterman Stone. Loheria jubilaria ingår i släktet Loheria och familjen viveväxter. Inga underarter finns listade i Catalogue of Life.